# Brassac-les-Mines
Brassac-les-Mines är en kommun i departementet Puy-de-Dôme i regionen Auvergne-Rhône-Alpes i centrala Frankrike. Kommunen ligger i kantonen Jumeaux som tillhör arrondissementet Issoire. År 2022 hade Brassac-les-Mines 3 380 invånare.

## Befolkningsutveckling
Antalet invånare i kommunen Brassac-les-Mines
| Referens: INSEE |